# ロスト・シンボル (2021年のドラマ)
『ロスト・シンボル』（The Lost Symbol）は、ダン・ブラウンの2009年の小説「ロスト・シンボル」に基づいた米国のアクション・アドベンチャーまたはミステリ・スリラーのテレビドラマ。このシリーズはロバート・ラングドン教授が主人公の映画シリーズの前日譚に当たるものであり、架空のハーバード大学宗教象徴学者ロバート・ラングドン教授としてアシュリー・ズーカーマンが出演している。ほかには、エディー・イザード、ボー・ナップ、リック・ゴンザレス、ヴァロリー・カリー、スマリー・モンタノが主要な役を演じている。ダン・トラクテンバーグとロン・ハワードはシリーズパイロットを監督し、ブライアン・グレイザー、ブラウン自身とともにシリーズの製作総指揮を務めている。シリーズは米国Peacockで2021年9月16日に放映を開始し、10のエピソードで構成されている。 シリーズは1シーズンで打ち切りとなった。日本では2022年1月28日からU-NEXTが独占配信を開始した。吹き替えは諏訪部順一らが担当している。

## あらすじ
「ダ・ヴィンチ・コード」の物語の何年も前に、若きロバート・ラングドン教授は、彼の恩師が行方不明になったときにCIAに雇われ、多くの困難なパズルに挑む。

## キャスト

### メイン
- ロバート・ラングドン（演：アシュリー・ズーカーマン（英語版）、声：諏訪部順一）：ハーバード大学の宗教象徴学教授
- ピーター・ソロモン（演：エディー・イザード、声：中田譲治）：ラングドンの学術指導者
- キャサリン・ソロモン（演：ヴァロリー・カリー、声：小松未可子）：ピーターの娘
- マラーク（演：ボー・ナップ、声：浪川大輔）：ラングドンを探求に導く謎の人物
- アルフォンソ・ヌニェス（演：リック・ゴンザレス、声：吉野裕行）：議会議事堂の警備員。ラングドンたちのピーター救出に協力する。
- イノウエ・サトウ（演：スマリー・モンタノ、声：田中敦子）：CIA捜査官の日系アメリカ人。議会議事堂の事件を捜査する。

### リカーリング
- ニコラス・バスティン（演：ラウール・バネジャ）：「用務員」
- イザベル・ソロモン（演：ローラ・デカートレット）：ピーターの妻
- ザカリー・ソロモン（演：キーナン・ヨリフ）：ピーターの息子
- エージェント・アダム（演：サミー・ロティビ、声：関口雄吾）：ナイジェリア生まれのCIA工作員
- ウォーレン・ベラミー（演：タイロン・ベンスキン）：国会議事堂建築監
- エリソン・ブレイク役（演：グレッグ・ブリック、声：田中正彦）：CIAの上役
- ジョナサン・クノップ（演：スティーブ・カミン）
- サミヤザ（演：マーク・ギボン）

## エピソード
| 通算 話数 | タイトル                                          | 監督                   | Teleplay by                            | 公開日         |
| --- | ------------------------------------------------- | ---------------------- | -------------------------------------- | -------------- |
| 1 | "上のごとく、下もしかり (As Above, So Below)"     | ダン・トラクテンバーグ | ダン・ドウォーキン、ジェイ・ビーティー | 2021年9月16日  |
| ハーバード大学の若き宗教象徴学教授ロバート・ラングドンは、かつての恩師ピーター・ソロモンが謎の男マラークに誘拐されたことから、複雑な謎に巻き込まれることになる。ラングドンは、歴史、シンボル、死語の知識を駆使し、ピーターの娘キャサリンや他の者と協力して、隠された暗号の痕跡を解読し、ピーターの居場所を突き止め、彼を救い出そうとする。 |                                                   |                        |                                        |                |
| 2 | "辺獄にて (The Araf)"                             | マシアス・ハーンドル   | ダン・ドウォーキン、ジェイ・ビーティー | 2021年9月23日  |
| CIAに追われるラングドンとキャサリンは、フリーメイソンでリヴァイアサンのメンバーでもある国会議事堂の建築監、ウォーレン・ベラミーに助けられる。彼らは警察官アルフォンソ・ヌニェスを勧誘し、ピーター・ソロモンの指輪を回収して、ソロモンが残した一節を解読し、答えを見つけようとする。CIAはグループの居場所を突き止め、ラングドンとキャサリンの逃亡を許したベラミーを発見する。マラークはラングドンに連絡し、もうキャサリンとは組めないと告げる。 |                                                   |                        |                                        |                |
| 3 | "ムクドリの群れ (Murmuration)"                    | マシアス・ハーンドル   | デヴィッド・H・グッドマン              | 2021年9月30日  |
| 4 | "ランファンの示す先（L'Enfant Orientation）"      | フェリックス・アルカラ | サリイ・パトリック                     | 2021年10月7日  |
| 5 | "メランコリア I（Melencolia I）"                  | フェリックス・アルカラ | Brusta Brown & John Mitchell Todd      | 2021年10月14日 |
| 6 | "その言葉に隠された名前（Diophantine Pseudonym）" | ケイト・ウッズ         | カルロス・フォグリア                   | 2021年10月21日 |
| 7 | "進化を遂げた先に（Noögenesis）"                  | ボリス・モイソスキ     | ローレン・コン                         | 2021年10月28日 |
| 8 | "カスケード（Cascade）"                           | ケイト・ウッズ         | アンドリュー・サイトウ                 | 2021年11月4日  |
| 9 | "オーダー・エイト（Order Eight）"                 | ノーマ・ベイリー       | グレン・ウィットマン                   | 2021年11月11日 |
| 10 | "共鳴（Resonance）"                               | マシアス・ハーンドル   | ダン・ドウォーキン、ジェイ・ビーティー | 2021年11月18日 |

## 製作

### 開発
当初はトム・ハンクスをラングドン教授として主演させ、ロン・ハワードが製作・監督し、ブライアン・グレイザーとジョン・キャリーがフランチャイズプロデュースしてコロンビア・ピクチャーズが公開する映画として構想された 。 2010年から2013年の間に、ソニー・ピクチャーズは最終的に、プロジェクトに3人の脚本家、スティーブン・ナイト、ダン・ブラウン自身 、ダニー・ストロングを起用した。 2013年7月、ソニー・ピクチャーズは、本作の代わりに2016年10月14日に「インフェルノ」を公開すると発表した 。
2019年6月、このプロジェクトは暫定的に「ラングドン」というタイトルのテレビシリーズとして再構想されることが発表された。このシリーズは映画シリーズの前日譚として製作され、ダン・ドウォーキンとジェイ・ビーティーが共同制作者、ショーランナー、製作総指揮を務めるとされた。ダン・ブラウン、ロン・ハワード、ブライアン・グレイザー、サミー・キム・ファルベイ、アンナ・カルプが製作総指揮に追加された。この番組は、 イマジン・エンターテインメント 、 CBS Studios 、Universal Television Studiosの共同制作であり、NBCでシリーズ化するとされた。 2021年3月に、シリーズがPeacockによってシリーズ化されることが発表された。2021年5月17日、シリーズの予告編とともにシリーズの新しいタイトルが「Dan Brown's The Lost Symbol」（ロスト・シンボル）となることが発表された。最初のエピソードは、シリーズの製作総指揮でもあるダン・トラクテンバーグによって監督された。
2022年1月24日、ピーコックはシリーズを1シーズンで打ち切った。

### キャスティング
2020年3月、アシュリー・ズーカーマンがラングドン教授にキャストされたことが発表された。 2020年6月、ヴァロリー・カリーとエディー・イザードがキャサリンとピーター・ソロモンとしてキャストされたことが発表された。数日後に、追加のキャストとして、サトウ役にスマリー・モンタノ、ヌニェス役にリック・ゴンザレス、マラーク役にボー・ナップが発表された 。2021年6月には、リカーリングとしてラウル・バネージャ、サミー・ロティビ、キーナン・ジョリフが発表された。

### 撮影
主要な撮影は、2021年6月14日にオンタリオ州トロントで始まり、2021年10月20日に終了した。

## リリース
シリーズは2021年9月16日から米国Peacockで放映された。放映前日に、ショーのメインキャストを1人ずつフィーチャーした6枚のポスターコレクションがリリースされた。インドでは、Vootからストリーミングされることになった。香港では、 TVBがmyTV Superのシリーズとして放送し、米国の放送と同時公開された。
NBCは11月8日に初回分を放送した。これはピーコックオリジナルの作品が放送された初事例になった。

## 評価
レビュー収集サイトのRotten Tomatoesは、12の評論家の半分から得たレビューに基づいて、平均評価6.5/10と報じた。このウェブサイトの批評家の総評は、「有望な前提、美しいロケーション、よく知られたキャラクターに恵まれ、『ロスト・シンボル』はラングドン教授の物語に加わる中毒性のある一作として必要なすべてのピースを備えている。ただし、平坦な脚本と変なペースがその可能性を台無しにさえしなければ。」と述べた。 Metacriticは、5人の評論家によるレビューに基づいて100点満点中53点の加重平均点とし、「混合または平均的な評価」を示した。